# Aeropuerto de Bouaké
El Aeropuerto de Bouaké  (en francés: Aéroport de Bouaké) (IATA: BYK, ICAO: DIBK) es el nombre que recibe un aeropuerto situado en Bouaké, la segunda ciudad más grande del país africano de Costa de Marfil, concretamente localizado en África occidental.
El 29 de junio de 2007, Guillaume Soro, el entonces primer ministro de Costa de Marfil, fue objeto de un ataque de cohetes y fuego de Kalashnikov en su aterrizaje en el aeropuerto de Bouaké. Cuatro personas murieron y otras diez resultaron heridas. El político sobrevivió y se realizaron varios arrestos.